# جيم بولجر
جيم بولجر (بالإنجليزية: Jim Bolger)‏ هو لاعب كرة قاعدة أمريكي، ولد في 23 فبراير 1932 في سينسيناتي في الولايات المتحدة.

## وصلات خارجية
- جيم بولجر على موقع دوري كرة القاعدة الرئيسي (الإنجليزية)
- جيم بولجر على موقعبيزبول رفرنس.كوم (الدوري الرئيسي) (الإنجليزية)
- جيم بولجر على موقعبيزبول رفرنس.كوم (الدوري الثانوي) (الإنجليزية)
- جيم بولجر على موقع إي إس بي إن.كوم (أم.أل.بي) (الإنجليزية)
- جيم بولجر على موقع مشجعي الرسوم البيانية (الإنجليزية)